# پرگوشتی
پرگوشتی، روستایی از توابع بخش خشت و کمارج شهرستان کازرون در استان فارس ایران است.

## جمعیت
این روستا در دهستان کمارج قرار دارد و براساس سرشماری مرکز آمار ایران در سال ۱۳۸۵، جمعیت آن زیر سه خانوار بوده‌است.